# Dyspareunie
Eine Dyspareunie (von griech. dys- „Miss-“ bzw. „schlimm-“ und „Begattung“ von pareunos „Bettgenosse“), auch Algopareunie (von griech. algos „Schmerz“ und pareunos, sinngemäß „Paarungsschmerz“), ist eine sexuelle Funktionsstörung. Meist äußert sie sich durch brennende oder krampfartige Schmerzen im Genitalbereich beim Geschlechtsverkehr, fast immer bleibt bei ihrem Auftreten der Orgasmus aus. Schmerzen beim Koitus können sowohl bei Frauen als auch bei Männern auftreten, der Ausdruck als solcher wird jedoch hauptsächlich im Zusammenhang mit weiblichem vaginalen Sexualschmerz verwendet.
Bei Frauen wird zwischen äußerer und innerer Dyspareunie unterschieden. Wenn schon beim Eindringen des Penis Schmerzen im Bereich des Scheideneingangs oder des vorderen Scheidendrittels entstehen, spricht man von äußerer Dyspareunie. Entstehen die Schmerzen tiefer im kleinen Becken während oder nach dem Intimverkehr, liegt eine innere Dyspareunie vor.

## Ursachen und Therapie
Die sehr vielfältigen organischen Ursachen lassen sich meist beheben. Psychisch bedingte Beschwerden bedürfen einer längerfristigen Therapie. Oft sorgen psychische Gründe nach Behandlung einer ursprünglich organischen Hauptursache für einen nur langsamen Rückgang der Symptome.

### Ursachen bei allen Geschlechtern
- Akute oder chronische Harnwegsinfektionen, die sich meist medikamentös beheben lassen.
- Gonorrhoe (Tripper)
- Trichomoniasis
- Genitalherpes
- Humane Papillomviren
- Entzündungen und Schäden an der Schleimhaut durch andere sexuell übertragbare Infektionen
- Tuberkulose und andere infektionsbedingte Erkrankungen
- Nussknacker-Syndrom (eingeklemmte Nierenvene)

### Organische Ursachen beim Mann (nicht vollzählig)
- Balanitis
- Erektile Dysfunktion
- andere Erkrankungen des Urogenitaltrakts

### Organische Ursachen bei der Frau (nicht vollzählig)
- Adnexitis
- Bartholinitis
- Endometriose
- Bakterielle Vaginose
- Kolpitis
- Myom
- Ovarialzyste (Zyste am Eierstock)
- Vestibularadenitis (Skenitis)
- vaginale Atrophie
- Vaginismus[3]
- Vulvodynie[3]
- Endometriose / Adenomyose
- Anstoßen des Penis am äußeren Muttermund und an Strukturen des kleinen Beckenbodens[2][4][5]

Für die Länge der Vagina im Ruhezustand wurden in einer Studie von 2006 als Mittelwert 6,27 cm angegeben bei einer natürlichen Variation zwischen 4,1 und 9,5 cm. Als Mittelwert für die gedehnte Vagina gelten 13 cm (±3 cm), was in etwa dem Mittelwert der Länge des erigierten menschlichen Penis entspricht. Ein ungünstiges Größenverhältnis zwischen Vagina und Penis oder unterschiedliche individuelle Bedürfnisse hinsichtlich der psychischen und körperlichen Stimulation, aufgrund derer die Partner sexuell nicht in idealer Weise harmonieren, werden auch manchmal als Dyspareunie bezeichnet.
Ein ebenfalls recht häufiger Grund sind Narben nach einer Geburt, z. B. nach einem Dammschnitt oder Dammriss, die stellungsunabhängig zu Schmerzen beim Eindringen des Penis führen. Narben im Vaginalbereich kommen ebenfalls als Ursache in Frage. Je nach Lage des Narbengewebes lassen sich hier oft jedoch weniger schmerzhafte bis schmerzfreie Sexpositionen finden. Des Weiteren können bei der Endometriose vereinzelte der Gebärmutterschleimhaut ähnelnde Zellverbände im Beckenbereich zu Verwachsungen, Entzündungen und Zysten führen. Bei hormonabhängiger Stimulation dieser Areale kann es zu Schmerzen kommen. Eine Endometriose lässt sich bis zu einem gewissen Grad durch eine Hormontherapie behandeln. Sind jedoch die Verwachsungen zu weit fortgeschritten, hilft oft nur ein operativer Eingriff.

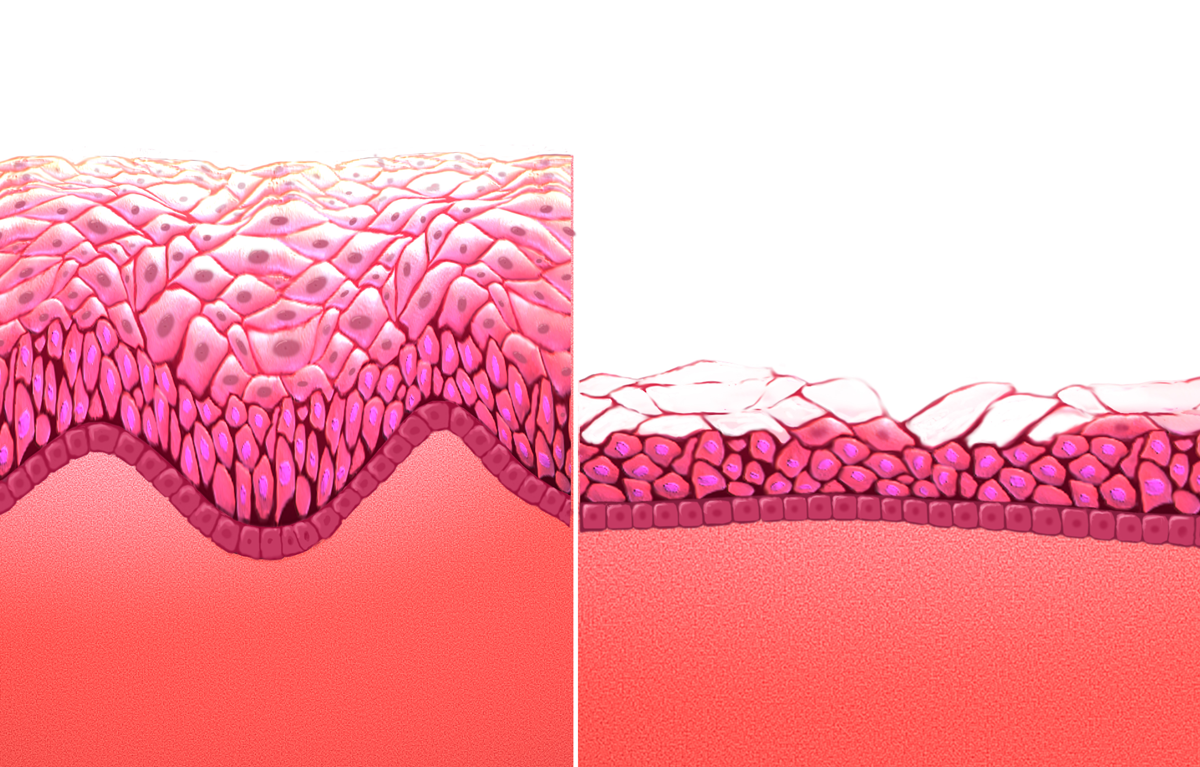
Histologie zweier Scheidenwände: Links prämenopausal Rechts: postmenopausal

Eine durch hormonelle Störungen (Östrogenmangel im Alter) verursachte Vaginalhautatrophie kann nicht selten zu Schmerzen beim Geschlechtsverkehr führen. Ohne Entzündung empfiehlt sich kurzfristig die Benutzung von Gleitmittel und langfristig eine Hormonersatztherapie z. B. mit Östrogensalbe (über Nacht). Die systemische Substitution mit Östrogen wird aufgrund langfristiger Risiken eher kritisch beurteilt. In den USA ließ die FDA als Alternative zur Östrogentherapie 2013 den selektiven Estrogenrezeptormodulator Ospemifen zur Behandlung der Dyspareunie in der Postmenopause zu.
Hierdurch kann es zu Mikroverletzungen vor allem im Bereich des Scheideneingangs, Introitus vaginae  kommen, welche bei mechanischer Reizung dann zu schmerzhaften Sinneswahrnehmungen führt. Neben diesen organischen Ursachen kann eine Dyspareunie auch auf psychische Ursachen zurückgeführt werden. Durch Stress, z. B. durch negative sexuelle Erlebnisse im Vorfeld, kann es beim Sexualakt zu unbewussten Anspannungen und Verkrampfungen der Unterleibsmuskulatur (Musculus ischiourethralis, Musculus bulbospongiosus,  Musculus ischiocavernosus) und der Skelettmuskulatur kommen. Die dabei auftretenden Schmerzen führen zu sexueller Unlust und dies durch partnerschaftlichen oder allgemein sozialen Druck wiederum zu erhöhter Ausschüttung von Stresshormonen beim nächsten sexuellen Kontakt. Gespräche mit dem Partner sowie mit einem Psychotherapeuten können in solchen Fällen helfen.

## Diagnose im DSM-5
Seit der Vorstellung des DSM-5 im Jahre 2013 werden die Diagnosen der Dyspareunie und des nichtorganischen Vaginismus zusammen als Genito-Pelvine Schmerz-Penetrationsstörung geführt. Diese Entscheidung resultierte aus Ergebnissen der empirischen Forschung, dass sich beide Störungsbilder nicht verlässlich voneinander abgrenzen lassen. Gegenüber der Hervorhebung von vaginalen Muskelspasmen in den DSM-IV-Diagnosekriterien für Vaginismus liegt der Schwerpunkt der neuen Diagnose nun auf Penetrationsproblemen, da ein empirischer Nachweis des Muskelspasmus  als Alleinstellungsmerkmal bei Vaginismus nicht erbracht werden konnte.
Die Angst vor Schmerzen ist bei vaginaler Penetration charakteristisch für Vaginismus, was ebenfalls für eine starke Verwandtschaft der Diagnose mit Dyspareunie spricht. Auch berichten betroffene Frauen häufig ein beeinträchtigtes Selbstwertgefühl sowie Gefühle der Minderwertigkeit und Wertlosigkeit in Bezug auf Sexualität.